# Anita Östlund
Anita Anna Östlund, född 30 januari 2001 i Odessa, Ukraina, är en svensk konståkare.
Anita Östlund tävlar för Landvetter KK och har varit en del av svenska konståkningslandslaget sedan september 2013. Hon ingår även i Svenska Konståkningsförbundets toppgrupp sedan december 2014. År 2013 vann Östlund Ungdoms-SM och år 2014 tog hon silver på Junior-SM. Hon deltog i Junior-VM 2015 där hon kom på en 32:a plats. Hon blev svensk mästare i konståkning år 2017 och 2019 och fick därför representera Sverige i Olympiska spelen 2018.